# Saïd Sadi
Pour l’article ayant un titre homophone, voir Sadi (homonymie).
 (février 2011).
Si vous disposez d'ouvrages ou d'articles de référence ou si vous connaissez des sites web de qualité traitant du thème abordé ici, merci de compléter l'article en donnant les références utiles à sa vérifiabilité et en les liant à la section « Notes et références ».
Saïd Sadi (en kabyle: Sεid Seεdi), né le 26 août 1947 à Aghribs en Algérie, est un homme politique algérien. Médecin de formation, il est membre fondateur de la première ligue algérienne des droits de l'homme et ancien président du Rassemblement pour la culture et la démocratie (RCD), et député d'Alger.
Son parti, qui se veut de centre gauche et affiche un profil social-démocrate, a pour préoccupations essentielles la défense de la langue et de la culture berbères, la laïcité de l'État et la lutte contre le courant islamiste.

## Biographie
Saïd Sadi naît le 26 août 1947 à Aghribs, dans une famille de paysans, il passe son enfance dans son village natal d'Aghribs. Après l'école primaire, il fait des études secondaires au lycée Amirouche de Tizi Ouzou, jusqu'au baccalauréat. En 1966, sa passion pour sa langue maternelle s'exprime par le refus d'arabiser une pièce de théâtre. Il est renvoyé du lycée pendant trois jours. En 1968, étudiant en médecine à l'université d'Alger, il milite en faveur du renouveau culturel (théâtre, émissions de radio, activités syndicales et culturelles). De 1975 à 1977, il effectue son service national à Sidi-Bel-Abbès.
En 1978, voulant étendre l'action culturelle au champ politique, il négocie avec ses amis[Lesquels ?] leur entrée au Front des forces socialistes en contrepartie d'une prise en charge par le parti de la revendication culturelle. 
Docteur en médecine, spécialiste en psychiatrie, il est médecin à l'hôpital de Tizi Ouzou en 1980 et va jouer un rôle de premier plan lors des événements du Printemps berbère organisés, par souci de fédérer toute la société[évasif], au nom de comités ad-hoc plutôt que sous le sigle du FFS. Il initie l'organisation de la manifestation du 7 avril 1980 et lance la grève générale qui paralyse toute la Kabylie le 16 avril 1980. À la suite de ce mouvement de contestation qui a duré une semaine entière, il fait partie des 24 personnes présentées à la Cour de sûreté de l'État de Médéa en juin. Remis en liberté provisoire — sans être jugé — le 26 juin 1980, il prend une part active au mois d'août au séminaire de Yakouren, consacré à la question culturelle en Algérie. Muté en 1981 à Khenchela dans l'Aurès, Saïd Sadi refuse de rejoindre son poste. Pendant un an et demi, il est sans travail et sans salaire. Sous la pression sociale, il est réintégré dans ses fonctions. La même année, il publie un roman en langue berbère intitulé Askuti (éd. Imadyazen, Paris, 1982). 
En désaccord avec la ligne et la pratique du FFS, il quitte avec ses camarades[Lesquels ?] du Mouvement culturel ce parti au début de 1982 et anime une revue semi-clandestine Tafsut. Membre fondateur de la Ligue algérienne pour la défense des droits de l'homme le 30 juin 1985, il est arrêté le 21 août et déféré une nouvelle fois devant la Cour de sûreté de l'État. Condamné à trois ans de prison le 17 décembre 1985, incarcéré dans le pénitencier de Tazoult-Lambèze,  il est libéré en avril 1987 par grâce présidentielle. Il est également membre de la section algérienne d'Amnesty International. 
Le 9 novembre 1988, avec d'autres militants, il appelle à l'organisation des assises nationales du Mouvement culturel berbère, qui se déroulent quelques jours avant l'adoption de la nouvelle Constitution qui consacre le multipartisme. Au terme de ces assises tenues les 9 et 10 février 1989, nait le parti du Rassemblement pour la culture et la démocratie dont Saïd Sadi est le secrétaire général. Le premier congrès qui aura lieu au Palais des Nations à Alger, les 15 et 16 décembre 1989, le reconduit à la tête de sa formation. 
Après le premier tour des législatives de 1991 et devant le « raz-de-marée » du Front islamique du salut, il se prononcera pour l'interruption du processus électoral « pour ne pas tuer la démocratie » et préserver l'Algérie de la « menace de théocratisation de l’État et de la société. »  Il préside l'éphémère Mouvement pour la République (MPR) en 1994. Une année plus tard, il est candidat - face à Zeroual, Nahnah et Boukrouh - aux premières présidentielles pluralistes de l'histoire contemporaine de l'Algérie et se classe troisième. Toutefois, ce sont les législatives du 5 juin 1997 qui vont faire du RCD (avec 19 élus à l'APN) la sixième formation politique du pays. Député à l'APN, le congrès extraordinaire de mars 1998 le consacre président du parti, poste nouvellement créé. 
Lors des élections présidentielles anticipées du 15 avril 1999, il opte pour un « boycott actif » faute d'avoir obtenu un « compromis historique entre l'ensemble des forces patriotiques, démocratiques, républicaines pour opposer un seul candidat au courant islamiste ».  
Les événements de Kabylie qui éclatent dès avril 2001 pour remettre en cause ce soutien. Les deux ministres quittent le gouvernement et le RCD va adopter une attitude un peu radicale. Il opte pour le boycott des législatives de mai 2002 et veut transformer ce « rejet » en « projet » mais participe aux présidentielles d'avril 2004 et obtient le score de 1,94 % des suffrages.
Le 9 mars 2012, lors d'un discours d'ouverture du 4e congrès du RCD, Saïd Sadi annonce qu'il ne briguera pas un nouveau mandat de président du RCD. Le docteur a décidé de se retirer de la présidence de son parti pour devenir un simple militant.  "Avec une conscience sereine et une pleine confiance en l’avenir, je vous annonce ma décision de ne pas me représenter au poste de président du RCD", a-t-il dit aux congressistes.
Le 9 février 2018, Saïd Sadi annonce son retrait du RCD.

## Œuvres
- 1982 : Askuti, éd. Imadyazen, Paris.
- 1990 : Le RCD, à cœur ouvert., éd. parenthèses. Alger.
- 1991 : Culture et démocratie, éd. parenthèses, Alger.
- 1991 : L'Algérie, l'échec recommencé, éd. parenthèses, Alger.
- 1996 : L'Algérie, l'heure de vérité, éd. Flammarion, Paris.
- 2010 : Amirouche : une vie, deux morts, un testament. (Imprimerie les oliviers Tizi Ouzou 2010  (ISBN 9789947028797)) et chez l'Harmattan Paris 2010  (ISBN 9782296124509).
- 2017: Chérif Khedam: Abrid iggunnin (Le chemin du devoir).  (ISBN 9789947048924)
- 2019: Révolution du 22 février, un miracle algérien.(éditions Frantz Fanon).
- 2020 : Mémoires: La guerre comme berceau (1947-1967), Frantz Fanon, 2020 (ISBN 978-9931-572-80-0)
- 2021 : Mémoires. La fierté comme viatique (1967-1987), Frantz Fanon, 2021, 558 p. (ISBN 978-9931-572-91-6)
- 2023 : Mémoires. La haine comme rivale: 1987-1997, Editions Altava, 1er février 2023, 592 p. (ISBN 978-2494387010)
- 2024: Mémoires. Le pouvoir comme défi: 1997-2007, Editions Altava, 2024, 450 p. (ISBN 2494387086)